# Alexander Nikolajewitsch Demus
Alexander Nikolajewitsch Demus (russisch Александр Николаевич Демус, engl. Transkription Aleksandr Demus; * 10. März 1947) ist ein ehemaliger russischer Leichtathlet, der sich auf den 110-Meter-Hürdenlauf spezialisiert hat und der für die Sowjetunion an den Start ging. Seinen größten sportlichen Erfolg feierte er mit dem Gewinn der Silbermedaille über 60 m Hürden bei den Halleneuropameisterschaften 1971 in Sofia.

## Sportliche Laufbahn
Erste internationale Erfahrungen sammelte Alexander Demus im Jahr 1966, als er bei den Europäischen Juniorenspielen in Odessa in 14,6 s die Silbermedaille über 110 m Hürden gewann. 1970 belegte er bei den erstmals ausgetragenen Halleneuropameisterschaften in Wien in 8,0 s den sechsten Platz im 60-Meter-Hürdenlauf und im Jahr darauf gewann er bei den Halleneuropameisterschaften in Sofia in 7,9 s die Silbermedaille hinter Eckart Berkes aus der Bundesrepublik Deutschland. 